# Interlands Portugees voetbalelftal 1980-1989
Deze pagina toont een chronologisch en gedetailleerd overzicht van de interlands die het Portugees voetbalelftal heeft gespeeld in de periode 1980 – 1989.

## Interlands

### 1980
|                                                                          |                                                                               |       |                    |                                                                               |
| 26 maart EK 1980 kwalificatie № 213 «onderlinge duels» 20:00 uur (UTC+1) | Schotland                                                                     | 4 – 1 | Portugal           | Hampden Park, Glasgow Toeschouwers: 26.762 Scheidsrechter: Robert Wurtz (FRA) |
| 26 maart EK 1980 kwalificatie № 213 «onderlinge duels» 20:00 uur (UTC+1) | Kenny Dalglish 6' Andy Gray 26' Steve Archibald 68' Archie Gemmill 84' (pen.) |       | 74' Fernando Gomes | Hampden Park, Glasgow Toeschouwers: 26.762 Scheidsrechter: Robert Wurtz (FRA) |

|                                                                           |                                                                          |       |                |                                                                                      |
| 24 september Vriendschappelijk № 214 «onderlinge duels» 20:30 uur (UTC+1) | Italië                                                                   | 3 – 1 | Portugal       | Stadio Luigi Ferraris, Genua Toeschouwers: 27.251 Scheidsrechter: Franz Wöhrer (AUT) |
| 24 september Vriendschappelijk № 214 «onderlinge duels» 20:30 uur (UTC+1) | Alessandro Altobelli 63' Alessandro Altobelli 80' Francesco Graziani 88' |       | 64' Rui Jordão | Stadio Luigi Ferraris, Genua Toeschouwers: 27.251 Scheidsrechter: Franz Wöhrer (AUT) |

|                                                                      |                   |       |                  |                                                                                        |
| 7 oktober Vriendschappelijk № 215 «onderlinge duels» 21:30 uur (UTC) | Portugal          | 1 – 1 | Verenigde Staten | Estádio do Restelo, Lissabon Toeschouwers: 15.000 Scheidsrechter: García Carrión (ESP) |
| 7 oktober Vriendschappelijk № 215 «onderlinge duels» 21:30 uur (UTC) | Carlos Manuel 63' |       | 67' Rick Davis   | Estádio do Restelo, Lissabon Toeschouwers: 15.000 Scheidsrechter: García Carrión (ESP) |

|                                                                            |           |       |          |                                                                              |
| 15 oktober WK 1982 kwalificatie № 216 «onderlinge duels» 20:00 uur (UTC+1) | Schotland | 0 – 0 | Portugal | Hampden Park, Glasgow Toeschouwers: 60.765 Scheidsrechter: Jan Redelfs (FRG) |
| 15 oktober WK 1982 kwalificatie № 216 «onderlinge duels» 20:00 uur (UTC+1) |           |       |          | Hampden Park, Glasgow Toeschouwers: 60.765 Scheidsrechter: Jan Redelfs (FRG) |

|                                                                           |                |       |               |                                                                                     |
| 19 november WK 1982 kwalificatie № 217 «onderlinge duels» 21:30 uur (UTC) | Portugal       | 1 – 0 | Noord-Ierland | Estádio da Luz, Lissabon Toeschouwers: 60.000 Scheidsrechter: Georges Konrath (FRA) |
| 19 november WK 1982 kwalificatie № 217 «onderlinge duels» 21:30 uur (UTC) | Rui Jordão 60' |       |               | Estádio da Luz, Lissabon Toeschouwers: 60.000 Scheidsrechter: Georges Konrath (FRA) |

|                                                                           |                                                        |       |        |                                                                                     |
| 17 december WK 1982 kwalificatie № 218 «onderlinge duels» 21:30 uur (UTC) | Portugal                                               | 3 – 0 | Israël | Estádio da Luz, Lissabon Toeschouwers: 38.926 Scheidsrechter: Enzo Barbaresco (ITA) |
| 17 december WK 1982 kwalificatie № 218 «onderlinge duels» 21:30 uur (UTC) | Humberto Coelho 33' Rui Jordão 35' Humberto Coelho 58' |       |        | Estádio da Luz, Lissabon Toeschouwers: 38.926 Scheidsrechter: Enzo Barbaresco (ITA) |

### 1981
|                                                                       |                      |       |                      |                                                                                          |
| 15 april Vriendschappelijk № 219 «onderlinge duels» 21:00 uur (UTC+1) | Portugal             | 1 – 1 | Bulgarije            | Estádio das Antas, Porto Toeschouwers: 6.000 Scheidsrechter: Ángel Franco Martínez (ESP) |
| 15 april Vriendschappelijk № 219 «onderlinge duels» 21:00 uur (UTC+1) | António Oliveira 65' |       | 61' Chavdar Tsvetkov | Estádio das Antas, Porto Toeschouwers: 6.000 Scheidsrechter: Ángel Franco Martínez (ESP) |

|                                                                          |                      |       |          |                                                                                   |
| 29 april WK 1982 kwalificatie № 220 «onderlinge duels» 19:00 uur (UTC+1) | Noord-Ierland        | 1 – 0 | Portugal | Windsor Park, Belfast Toeschouwers: 18.000 Scheidsrechter: Svein Inge Thime (NOR) |
| 29 april WK 1982 kwalificatie № 220 «onderlinge duels» 19:00 uur (UTC+1) | Gerald Armstrong 74' |       |          | Windsor Park, Belfast Toeschouwers: 18.000 Scheidsrechter: Svein Inge Thime (NOR) |

|                                                                      |                               |       |        |                                                                                 |
| 20 juni Vriendschappelijk № 221 «onderlinge duels» 17:00 uur (UTC+1) | Portugal                      | 2 – 0 | Spanje | Estádio das Antas, Porto Toeschouwers: 6.000 Scheidsrechter: Marcel Bacou (FRA) |
| 20 juni Vriendschappelijk № 221 «onderlinge duels» 17:00 uur (UTC+1) | Nené 80' António Nogueira 83' |       |        | Estádio das Antas, Porto Toeschouwers: 6.000 Scheidsrechter: Marcel Bacou (FRA) |

|                                                                         |                                                   |       |          |                                                                                     |
| 24 juni WK 1982 kwalificatie № 222 «onderlinge duels» 19:00 uur (UTC+2) | Zweden                                            | 3 – 0 | Portugal | Råsundastadion, Solna Toeschouwers: 34.531 Scheidsrechter: Anatoliy Milchenko (URS) |
| 24 juni WK 1982 kwalificatie № 222 «onderlinge duels» 19:00 uur (UTC+2) | Bo Börjesson 39' Glenn Hysén 58' Jan Svensson 73' |       |          | Råsundastadion, Solna Toeschouwers: 34.531 Scheidsrechter: Anatoliy Milchenko (URS) |

|                                                                       |                       |       |       | |
| 23 september Vriendschappelijk № 223 «onderlinge duels» 21:30 (UTC+1) | Portugal              | 2 – 0 | Polen | Estádio José Alvalade, Lissabon Toeschouwers: 20.000 Scheidsrechter: Victoriano Sánchez Arminio (ESP) |
| 23 september Vriendschappelijk № 223 «onderlinge duels» 21:30 (UTC+1) | Nené 48' Shéu Han 52' |       |       | Estádio José Alvalade, Lissabon Toeschouwers: 20.000 Scheidsrechter: Victoriano Sánchez Arminio (ESP) |

|                                                                          |                      |       |                                     |                                                                                 |
| 14 oktober WK 1982 kwalificatie № 224 «onderlinge duels» 21:30 uur (UTC) | Portugal             | 1 – 2 | Zweden                              | Estádio da Luz, Lissabon Toeschouwers: 75.000 Scheidsrechter: Ron Bridges (WAL) |
| 14 oktober WK 1982 kwalificatie № 224 «onderlinge duels» 21:30 uur (UTC) | Minervino Pietra 64' |       | 39' Thomas Larsson 89' Tony Persson | Estádio da Luz, Lissabon Toeschouwers: 75.000 Scheidsrechter: Ron Bridges (WAL) |

|                                                                            |                                                              |       |               |                                                                                        |
| 28 oktober WK 1982 kwalificatie № 225 «onderlinge duels» 16:30 uur (UTC+2) | Israël                                                       | 4 – 1 | Portugal      | Ramat Ganstadion, Ramat Gan Toeschouwers: 16.192 Scheidsrechter: Sotos Afxentiou (CYP) |
| 28 oktober WK 1982 kwalificatie № 225 «onderlinge duels» 16:30 uur (UTC+2) | Beni Tabak 6' Gideon Damti 14' Beni Tabak 18' Beni Tabak 30' |       | 8' Rui Jordão | Ramat Ganstadion, Ramat Gan Toeschouwers: 16.192 Scheidsrechter: Sotos Afxentiou (CYP) |

|                                                                           |                                           |       |                  |                                                                                    |
| 18 november WK 1982 kwalificatie № 226 «onderlinge duels» 21:30 uur (UTC) | Portugal                                  | 2 – 1 | Schotland        | Estádio da Luz, Lissabon Toeschouwers: 25.000 Scheidsrechter: Charles Corver (NED) |
| 18 november WK 1982 kwalificatie № 226 «onderlinge duels» 21:30 uur (UTC) | Manuel Fernandes 33' Manuel Fernandes 56' |       | 9' Paul Sturrock | Estádio da Luz, Lissabon Toeschouwers: 25.000 Scheidsrechter: Charles Corver (NED) |

|                                                        | |       |                                           |                                                                                            |
| 16 december Vriendschappelijk № 227 «onderlinge duels» | Bulgarije | 5 – 2 | Portugal                                  | Dimitar Kanevstadion, Chaskovo Toeschouwers: 15.000 Scheidsrechter: Vojtech Christov (TCH) |
| 16 december Vriendschappelijk № 227 «onderlinge duels» | Radoslav Zdravkov 15' (pen.) Radoslav Zdravkov 20' Tsvetan Yonchev 23' Tsvetan Yonchev 48' Radoslav Zdravkov 73' |       | 11' António Oliveira 89' António Oliveira | Dimitar Kanevstadion, Chaskovo Toeschouwers: 15.000 Scheidsrechter: Vojtech Christov (TCH) |

### 1982
|                                                                         |                        |       |                                           |                                                                                              |
| 20 januari Vriendschappelijk № 228 «onderlinge duels» 15:00 uur (UTC+2) | Griekenland            | 1 – 2 | Portugal                                  | Nea Filadelfiastadion, Nea Filadelfeia Toeschouwers: 8.753 Scheidsrechter: Günter Linn (FRG) |
| 20 januari Vriendschappelijk № 228 «onderlinge duels» 15:00 uur (UTC+2) | Nikos Anastopoulos 24' |       | 42' António Oliveira 77' António Oliveira | Nea Filadelfiastadion, Nea Filadelfeia Toeschouwers: 8.753 Scheidsrechter: Günter Linn (FRG) |

|                                                                          |                                                                |       |                          |                                                                                           |
| 17 februari Vriendschappelijk № 229 «onderlinge duels» 20:15 uur (UTC+1) | West-Duitsland                                                 | 3 – 1 | Portugal                 | Heinz-von-Heiden-Arena, Hannover Toeschouwers: 50.000 Scheidsrechter: Alexis Ponnet (BEL) |
| 17 februari Vriendschappelijk № 229 «onderlinge duels» 20:15 uur (UTC+1) | Klaus Fischer 23' Humberto Coelho 26' (e.d.) Klaus Fischer 51' |       | 43' Luís Norton de Matos | Heinz-von-Heiden-Arena, Hannover Toeschouwers: 50.000 Scheidsrechter: Alexis Ponnet (BEL) |

|                                                                       |                                    |       |          |                                                                                              |
| 24 maart Vriendschappelijk № 230 «onderlinge duels» 20:30 uur (UTC+1) | Zwitserland                        | 2 – 1 | Portugal | Stadio di Cornaredo, Lugano Toeschouwers: 13.800 Scheidsrechter: Karl-Heinz Tritschler (FRG) |
| 24 maart Vriendschappelijk № 230 «onderlinge duels» 20:30 uur (UTC+1) | Gianpietro Zappa 43' Andy Egli 60' |       | 34' Nené | Stadio di Cornaredo, Lugano Toeschouwers: 13.800 Scheidsrechter: Karl-Heinz Tritschler (FRG) |

|                                                                    |                                     |       |                 |                                                                                   |
| 5 mei Vriendschappelijk № 231 «onderlinge duels» 21:15 uur (UTC−3) | Brazilië                            | 3 – 1 | Portugal        | Castelão, São Luís Toeschouwers: 71.560 Scheidsrechter: Carlos Rosa Martins (BRA) |
| 5 mei Vriendschappelijk № 231 «onderlinge duels» 21:15 uur (UTC−3) | Júnior 17' Éder 62' Zico 72' (pen.) |       | 90' (pen.) Nené | Castelão, São Luís Toeschouwers: 71.560 Scheidsrechter: Carlos Rosa Martins (BRA) |

|                                                                              |         |                                     |          |                                                                                       |
| 22 september EK 1984 kwalificatie № 232 «onderlinge duels» 18:30 uur (UTC+3) | Finland | 0 – 2                               | Portugal | Olympisch Stadion, Helsinki Toeschouwers: 3.132 Scheidsrechter: Klaus Scheurell (DDR) |
| 22 september EK 1984 kwalificatie № 232 «onderlinge duels» 18:30 uur (UTC+3) |         | 15' Nené 88' António Jesus Oliveira |          | Olympisch Stadion, Helsinki Toeschouwers: 3.132 Scheidsrechter: Klaus Scheurell (DDR) |

|                                                                      |                            |       |                |                                                                                  |
| 10 oktober EK 1984 kwalificatie № 233 «onderlinge duels» 15:30 (UTC) | Portugal                   | 2 – 1 | Polen          | Estádio da Luz, Lissabon Toeschouwers: 70.000 Scheidsrechter: Franz Wöhrer (AUT) |
| 10 oktober EK 1984 kwalificatie № 233 «onderlinge duels» 15:30 (UTC) | Nené 2' Fernando Gomes 81' |       | 90' Paweł Król | Estádio da Luz, Lissabon Toeschouwers: 70.000 Scheidsrechter: Franz Wöhrer (AUT) |

### 1983
|                                                                    |          |                                                             |           |                                                                                           |
| 16 februari Vriendschappelijk № 234 «onderlinge duels» 15:00 (UTC) | Portugal | 0 – 3                                                       | Frankrijk | Estádio Municipal, Guimarães Toeschouwers: 9.000 Scheidsrechter: Ulrich Nyffenegger (SUI) |
| 16 februari Vriendschappelijk № 234 «onderlinge duels» 15:00 (UTC) |          | 7' Yannick Stopyra 8' Jean-Marc Ferreri 70' Yannick Stopyra |           | Estádio Municipal, Guimarães Toeschouwers: 9.000 Scheidsrechter: Ulrich Nyffenegger (SUI) |

|                                                                        |          |       |                |                                                                                      |
| 23 februari Vriendschappelijk № 235 «onderlinge duels» 21:00 uur (UTC) | Portugal | 1 – 0 | West-Duitsland | Estádio do Restelo, Lissabon Toeschouwers: 10.000 Scheidsrechter: Marcel Bacou (FRA) |
| 23 februari Vriendschappelijk № 235 «onderlinge duels» 21:00 uur (UTC) | Dito 57' |       |                | Estádio do Restelo, Lissabon Toeschouwers: 10.000 Scheidsrechter: Marcel Bacou (FRA) |

|                                                                       |          |       |           |                                                                                               |
| 13 april Vriendschappelijk № 236 «onderlinge duels» 21:15 uur (UTC+1) | Portugal | 0 – 0 | Hongarije | Estádio Cidade de Coimbra, Coimbra Toeschouwers: 15.000 Scheidsrechter: Georges Konrath (FRA) |
| 13 april Vriendschappelijk № 236 «onderlinge duels» 21:15 uur (UTC+1) |          |       |           | Estádio Cidade de Coimbra, Coimbra Toeschouwers: 15.000 Scheidsrechter: Georges Konrath (FRA) |

|                                                                          | |       |          |                                                                                       |
| 27 april EK 1984 kwalificatie № 237 «onderlinge duels» 19:00 uur (UTC+4) | Sovjet-Unie                                                                                                 | 5 – 0 | Portugal | Centraal Leninstadion, Moskou Toeschouwers: 82.114 Scheidsrechter: John Hunting (ENG) |
| 27 april EK 1984 kwalificatie № 237 «onderlinge duels» 19:00 uur (UTC+4) | Fjodor Tsjerenkov 16' Sergej Rodionov 40' Anatoli Demjanenko 53' Fjodor Tsjerenkov 65' Nikolay Larionov 86' |       |          | Centraal Leninstadion, Moskou Toeschouwers: 82.114 Scheidsrechter: John Hunting (ENG) |

|                                                                     |          |                                                 |          |                                                                                          |
| 8 juni Vriendschappelijk № 238 «onderlinge duels» 21:00 uur (UTC+1) | Portugal | 0 – 4                                           | Brazilië | Estádio Cidade de Coimbra, Coimbra Toeschouwers: 17.000 Scheidsrechter: Mário Luís (POR) |
| 8 juni Vriendschappelijk № 238 «onderlinge duels» 21:00 uur (UTC+1) |          | 39' Careca 40' Sócrates 53' Careca 68' Pedrinho |          | Estádio Cidade de Coimbra, Coimbra Toeschouwers: 17.000 Scheidsrechter: Mário Luís (POR) |

|                                                                          |                                                                                    |       |         |                                                                                                  |
| 21 september EK 1984 kwalificatie № 239 «onderlinge duels» 21:00 (UTC+1) | Portugal                                                                           | 5 – 0 | Finland | Estádio José Alvalade, Lissabon Toeschouwers: 15.000 Scheidsrechter: Karl-Heinz Tritschler (FRG) |
| 21 september EK 1984 kwalificatie № 239 «onderlinge duels» 21:00 (UTC+1) | Rui Jordão 18' Carlos Manuel 23' Jukka Ikäläinen 47' (e.d.) José Luis 83' Toni 86' |       |         | Estádio José Alvalade, Lissabon Toeschouwers: 15.000 Scheidsrechter: Karl-Heinz Tritschler (FRG) |

|                                                                        |       |                   |          |                                                                                    |
| 28 oktober EK 1984 kwalificatie № 240 «onderlinge duels» 17:30 (UTC+1) | Polen | 0 – 1             | Portugal | Olympisch Stadion, Wrocław Toeschouwers: 15.000 Scheidsrechter: Ulf Eriksson (SWE) |
| 28 oktober EK 1984 kwalificatie № 240 «onderlinge duels» 17:30 (UTC+1) |       | 31' Carlos Manuel |          | Olympisch Stadion, Wrocław Toeschouwers: 15.000 Scheidsrechter: Ulf Eriksson (SWE) |

|                                                                           |                       |       |             |                                                                                     |
| 13 november EK 1984 kwalificatie № 241 «onderlinge duels» 15:00 uur (UTC) | Portugal              | 1 – 0 | Sovjet-Unie | Estádio da Luz, Lissabon Toeschouwers: 32.243 Scheidsrechter: Georges Konrath (FRA) |
| 13 november EK 1984 kwalificatie № 241 «onderlinge duels» 15:00 uur (UTC) | Rui Jordão 42' (pen.) |       |             | Estádio da Luz, Lissabon Toeschouwers: 32.243 Scheidsrechter: Georges Konrath (FRA) |

### 1984
|                                                                     |                               |       |                                                                    |                                                                                    |
| 2 juni Vriendschappelijk № 242 «onderlinge duels» 17:00 uur (UTC+1) | Portugal                      | 2 – 3 | Joegoslavië                                                        | Estádio Nacional, Oeiras Toeschouwers: 10.000 Scheidsrechter: García Carrión (ESP) |
| 2 juni Vriendschappelijk № 242 «onderlinge duels» 17:00 uur (UTC+1) | Rui Jordão 14' Rui Jordão 33' |       | 19' Safet Sušić 43' Sulejman Halilović 82' (pen.) Dragan Stojković | Estádio Nacional, Oeiras Toeschouwers: 10.000 Scheidsrechter: García Carrión (ESP) |

|                                                                 |                 |       |                                        |                                                                                 |
| 9 juni Vriendschappelijk № 243 «onderlinge duels» 20:00 (UTC+2) | Luxemburg       | 1 – 2 | Portugal                               | Stade Municipal, Luxemburg Toeschouwers: 5.000 Scheidsrechter: Ben Itzhak (ISR) |
| 9 juni Vriendschappelijk № 243 «onderlinge duels» 20:00 (UTC+2) | Nico Wagner 34' |       | 56' Eurico Gomes 62' Fernandes Miranda | Stade Municipal, Luxemburg Toeschouwers: 5.000 Scheidsrechter: Ben Itzhak (ISR) |

| Europees kampioenschap voetbal 1984 |
| ----------------------------------- |

|                                                                    |                |       |          |                                                                                             |
| 14 juni WK 1984 Groep B № 244 «onderlinge duels» 17:15 uur (UTC+2) | West-Duitsland | 0 – 0 | Portugal | Stade de la Meinau, Straatsburg Toeschouwers: 44.707 Scheidsrechter: Romualdas Yushka (URS) |
| 14 juni WK 1984 Groep B № 244 «onderlinge duels» 17:15 uur (UTC+2) |                |       |          | Stade de la Meinau, Straatsburg Toeschouwers: 44.707 Scheidsrechter: Romualdas Yushka (URS) |

|                                                                 |                   |       |                |                                                                                      |
| 17 juni 1984 Groep B № 245 «onderlinge duels» 20:30 uur (UTC+2) | Portugal          | 1 – 1 | Spanje         | Stade Vélodrome, Marseille Toeschouwers: 24.364 Scheidsrechter: Michel Vautrot (FRA) |
| 17 juni 1984 Groep B № 245 «onderlinge duels» 20:30 uur (UTC+2) | António Sousa 52' |       | 73' Santillana | Stade Vélodrome, Marseille Toeschouwers: 24.364 Scheidsrechter: Michel Vautrot (FRA) |

|                                                                 |          |       |          |                                                                                        |
| 20 juni 1984 Groep B № 246 «onderlinge duels» 20:30 uur (UTC+2) | Portugal | 1 – 0 | Roemenië | Stade de la Beaujoire, Nantes Toeschouwers: 24.464 Scheidsrechter: Heinz Fahnler (AUT) |
| 20 juni 1984 Groep B № 246 «onderlinge duels» 20:30 uur (UTC+2) | Nené 81' |       |          | Stade de la Beaujoire, Nantes Toeschouwers: 24.464 Scheidsrechter: Heinz Fahnler (AUT) |

|                                                                     |                                                                            |       |                               |                                                                                     |
| 23 juni EK 1984 Halve finale № 247 «onderlinge duels» 20:00 (UTC+2) | Frankrijk                                                                  | 3 – 2 | Portugal                      | Stade Vélodrome, Marseille Toeschouwers: 54.848 Scheidsrechter: Paolo Bergamo (ITA) |
| 23 juni EK 1984 Halve finale № 247 «onderlinge duels» 20:00 (UTC+2) | Jean-François Domergue 24' Jean-François Domergue 114' Michel Platini 119' |       | 74' Rui Jordão 98' Rui Jordão | Stade Vélodrome, Marseille Toeschouwers: 54.848 Scheidsrechter: Paolo Bergamo (ITA) |

|  |  |  |  |  |  |  |  |  |

|                                                                          |                           |       |           |                                                                                                   |
| 6 september Vriendschappelijk № 248 «onderlinge duels» 20:30 uur (UTC+1) | Portugal                  | 1 – 0 | Bulgarije | Estádio do Restelo, Lissabon Toeschouwers: 5.500 Scheidsrechter: Victoriano Sánchez Arminio (ESP) |
| 6 september Vriendschappelijk № 248 «onderlinge duels» 20:30 uur (UTC+1) | Fernando Gomes 21' (pen.) |       |           | Estádio do Restelo, Lissabon Toeschouwers: 5.500 Scheidsrechter: Victoriano Sánchez Arminio (ESP) |

|                                                                              |        |                    |          |                                                                               |
| 12 september WK 1986 kwalificatie № 249 «onderlinge duels» 19:00 uur (UTC+2) | Zweden | 0 – 1              | Portugal | Råsundastadion, Solna Toeschouwers: 30.136 Scheidsrechter: Joël Quiniou (FRA) |
| 12 september WK 1986 kwalificatie № 249 «onderlinge duels» 19:00 uur (UTC+2) |        | 79' Fernando Gomes |          | Råsundastadion, Solna Toeschouwers: 30.136 Scheidsrechter: Joël Quiniou (FRA) |

|                                                                          |                                          |       |                   |                                                                                     |
| 14 oktober WK 1986 kwalificatie № 250 «onderlinge duels» 15:00 uur (UTC) | Portugal                                 | 2 – 1 | Tsjecho-Slowakije | Estádio das Antas, Porto Toeschouwers: 18.357 Scheidsrechter: George Courtney (ENG) |
| 14 oktober WK 1986 kwalificatie № 250 «onderlinge duels» 15:00 uur (UTC) | Diamantino Miranda 14' Carlos Manuel 48' |       | 39' Petr Janečka  | Estádio das Antas, Porto Toeschouwers: 18.357 Scheidsrechter: George Courtney (ENG) |

|                                                                           |                |       |                                                               |                                                                                            |
| 14 november WK 1986 kwalificatie № 251 «onderlinge duels» 20:45 uur (UTC) | Portugal       | 1 – 3 | Zweden                                                        | Estádio José Alvalade, Lissabon Toeschouwers: 21.089 Scheidsrechter: Roger Schoeters (BEL) |
| 14 november WK 1986 kwalificatie № 251 «onderlinge duels» 20:45 uur (UTC) | Rui Jordão 12' |       | 26' (pen.) Robert Prytz 34' Robert Prytz 38' Torbjörn Nilsson | Estádio José Alvalade, Lissabon Toeschouwers: 21.089 Scheidsrechter: Roger Schoeters (BEL) |

### 1985
|                                                                       |                                  |       |                                                         |                                                                                          |
| 30 januari Vriendschappelijk № 252 «onderlinge duels» 21:00 uur (UTC) | Portugal                         | 2 – 3 | Roemenië                                                | Estádio José Alvalade, Lissabon Toeschouwers: 3.000 Scheidsrechter: Emilio Soriano (ESP) |
| 30 januari Vriendschappelijk № 252 «onderlinge duels» 21:00 uur (UTC) | Paulo Futre 9' Carlos Manuel 47' |       | 57' Marius Lăcătuș 77' Marius Lăcătuș 84' Gheorghe Hagi | Estádio José Alvalade, Lissabon Toeschouwers: 3.000 Scheidsrechter: Emilio Soriano (ESP) |

|                                                                    |                      |       |                                                        |                                                                                  |
| 10 februari WK-kwalificatie № 253 «onderlinge duels» 11:00 (UTC+1) | Malta                | 1 – 3 | Portugal                                               | Ta' Qalistadion, Ta' Qali Toeschouwers: 22.610 Scheidsrechter: Miklos Nagy (HUN) |
| 10 februari WK-kwalificatie № 253 «onderlinge duels» 11:00 (UTC+1) | Leonard Farrugia 59' |       | 6' Carlos Manuel 13' Fernando Gomes 74' Fernando Gomes | Ta' Qalistadion, Ta' Qali Toeschouwers: 22.610 Scheidsrechter: Miklos Nagy (HUN) |

|                                                                      |                        |       |                                       |                                                                                   |
| 24 februari WK-kwalificatie № 254 «onderlinge duels» 16:00 uur (UTC) | Portugal               | 1 – 2 | West-Duitsland                        | Estádio Nacional, Oeiras Toeschouwers: 43.899 Scheidsrechter: Paolo Casarin (ITA) |
| 24 februari WK-kwalificatie № 254 «onderlinge duels» 16:00 uur (UTC) | Diamantino Miranda 57' |       | 28' Pierre Littbarski 37' Rudi Völler | Estádio Nacional, Oeiras Toeschouwers: 43.899 Scheidsrechter: Paolo Casarin (ITA) |

|                                                                      |                                        |       |          | |
| 3 april Vriendschappelijk № 255 «onderlinge duels» 20:30 uur (UTC+2) | Italië                                 | 2 – 0 | Portugal | Stadio Cino e Lillo Del Duca, Ascoli Piceno Toeschouwers: 30.000 Scheidsrechter: George Courtney (ENG) |
| 3 april Vriendschappelijk № 255 «onderlinge duels» 20:30 uur (UTC+2) | Bruno Conti 40' Paolo Rossi 78' (pen.) |       |          | Stadio Cino e Lillo Del Duca, Ascoli Piceno Toeschouwers: 30.000 Scheidsrechter: George Courtney (ENG) |

|                                                                              |                     |       |          |                                                                                             |
| 25 september WK 1986 kwalificatie № 256 «onderlinge duels» 17:00 uur (UTC+2) | Tsjecho-Slowakije   | 1 – 0 | Portugal | Stadion Evžena Rošického, Praag Toeschouwers: 9.112 Scheidsrechter: Damir Matovinovič (YUG) |
| 25 september WK 1986 kwalificatie № 256 «onderlinge duels» 17:00 uur (UTC+2) | Vladimír Hruška 21' |       |          | Stadion Evžena Rošického, Praag Toeschouwers: 9.112 Scheidsrechter: Damir Matovinovič (YUG) |

|                                                                      |                                                       |       |                                                 |                                                                                 |
| 12 oktober WK 1986 kwalificatie № 257 «onderlinge duels» 15:00 (UTC) | Portugal                                              | 3 – 2 | Malta                                           | Estádio da Luz, Lissabon Toeschouwers: 15.000 Scheidsrechter: Alan Snoddy (NIR) |
| 12 oktober WK 1986 kwalificatie № 257 «onderlinge duels» 15:00 (UTC) | Fernando Gomes 37' José Rafael 50' Fernando Gomes 79' |       | 46' (e.d.) Frederico Rosa 78' Michael Degiorgio | Estádio da Luz, Lissabon Toeschouwers: 15.000 Scheidsrechter: Alan Snoddy (NIR) |

|                                                                            |                |                   |          |                                                                                   |
| 16 oktober WK 1986 kwalificatie № 258 «onderlinge duels» 20:15 uur (UTC+1) | West-Duitsland | 0 – 1             | Portugal | Neckarstadion, Stuttgart Toeschouwers: 55.024 Scheidsrechter: Keith Hackett (ENG) |
| 16 oktober WK 1986 kwalificatie № 258 «onderlinge duels» 20:15 uur (UTC+1) |                | 54' Carlos Manuel |          | Neckarstadion, Stuttgart Toeschouwers: 55.024 Scheidsrechter: Keith Hackett (ENG) |

### 1986
|                                                                   |                        |       |               |                                                                                        |
| 22 januari Vriendschappelijk № 259 «onderlinge duels» 21:00 (UTC) | Portugal               | 1 – 1 | Finland       | Estádio Municipal, Leiria Toeschouwers: 10.000 Scheidsrechter: José Donato Pérez (ESP) |
| 22 januari Vriendschappelijk № 259 «onderlinge duels» 21:00 (UTC) | Diamantino Miranda 72' |       | 14' Ari Hjelm | Estádio Municipal, Leiria Toeschouwers: 10.000 Scheidsrechter: José Donato Pérez (ESP) |

|                                                       |                                       |       |           |                                                                                              |
| 5 februari Vriendschappelijk № 260 «onderlinge duels» | Portugal                              | 2 – 0 | Luxemburg | Estádio do Portimonense, Portimão Toeschouwers: 30.000 Scheidsrechter: Emilio Guruceta (ESP) |
| 5 februari Vriendschappelijk № 260 «onderlinge duels» | Frederico Rosa ??' Fernando Gomes ??' |       |           | Estádio do Portimonense, Portimão Toeschouwers: 30.000 Scheidsrechter: Emilio Guruceta (ESP) |

|                                                                    |                           |       |                                                  |                                                                                            |
| 19 februari Vriendschappelijk № 261 «onderlinge duels» 21:30 (UTC) | Portugal                  | 1 – 3 | DDR                                              | Estádio 1º de Maio, Braga Toeschouwers: 30.000 Scheidsrechter: Augusto Lamo Castillo (ESP) |
| 19 februari Vriendschappelijk № 261 «onderlinge duels» 21:30 (UTC) | Fernando Gomes 63' (pen.) |       | 7' Andreas Thom 24' Ulf Kirsten 33' Rainer Ernst | Estádio 1º de Maio, Braga Toeschouwers: 30.000 Scheidsrechter: Augusto Lamo Castillo (ESP) |

| Wereldkampioenschap voetbal 1986 |
| -------------------------------- |

|                                                                   |                   |       |          |                                                                                         |
| 3 juni WK 1986 Groep F № 262 «onderlinge duels» 16:00 uur (UTC−6) | Portugal          | 1 – 0 | Engeland | Estadio Universitario, Monterrey Toeschouwers: 23.000 Scheidsrechter: Volker Roth (FRG) |
| 3 juni WK 1986 Groep F № 262 «onderlinge duels» 16:00 uur (UTC−6) | Carlos Manuel 75' |       |          | Estadio Universitario, Monterrey Toeschouwers: 23.000 Scheidsrechter: Volker Roth (FRG) |

|                                                               |                          |       |          |                                                                                            |
| 7 juni WK 1986 Groep F № 263 «onderlinge duels» 16:00 (UTC−6) | Polen                    | 1 – 0 | Portugal | Estadio Universitario, Monterrey Toeschouwers: 19.915 Scheidsrechter: Ali Bin Nasser (TUN) |
| 7 juni WK 1986 Groep F № 263 «onderlinge duels» 16:00 (UTC−6) | Włodzimierz Smolarek 68' |       |          | Estadio Universitario, Monterrey Toeschouwers: 19.915 Scheidsrechter: Ali Bin Nasser (TUN) |

|                                                                    |                        |       |                                                              |                                                                                           |
| 11 juni WK 1986 Groep F № 264 «onderlinge duels» 16:00 uur (UTC−6) | Portugal               | 1 – 3 | Marokko                                                      | Estadio Tres de Marzo, Guadalajara Toeschouwers: 28.000 Scheidsrechter: Alan Snoddy (NIR) |
| 11 juni WK 1986 Groep F № 264 «onderlinge duels» 16:00 uur (UTC−6) | Diamantino Miranda 80' |       | 19' Abderrazak Khairi 26' Abderrazak Khairi 62' Merry Krimau | Estadio Tres de Marzo, Guadalajara Toeschouwers: 28.000 Scheidsrechter: Alan Snoddy (NIR) |

|  |  |  |  |  |  |  |  |  |

|                                                                          |                 |       |                     |                                                                                   |
| 12 oktober EK 1988 kwalificatie № 265 «onderlinge duels» 15:00 uur (UTC) | Portugal        | 1 – 1 | Zweden              | Estádio Nacional, Oeiras Toeschouwers: 19.775 Scheidsrechter: Keith Hackett (ENG) |
| 12 oktober EK 1988 kwalificatie № 265 «onderlinge duels» 15:00 uur (UTC) | José Coelho 66' |       | 50' Glenn Strömberg | Estádio Nacional, Oeiras Toeschouwers: 19.775 Scheidsrechter: Keith Hackett (ENG) |

|                                                                            |                  |       |                      |                                                                              |
| 29 oktober EK 1988 kwalificatie № 266 «onderlinge duels» 20:00 uur (UTC+2) | Zwitserland      | 1 – 1 | Portugal             | Wankdorf, Bern Toeschouwers: 11.000 Scheidsrechter: Siegfried Kirschen (GDR) |
| 29 oktober EK 1988 kwalificatie № 266 «onderlinge duels» 20:00 uur (UTC+2) | Georges Bregy 6' |       | 86' Manuel Fernandes | Wankdorf, Bern Toeschouwers: 11.000 Scheidsrechter: Siegfried Kirschen (GDR) |

### 1987
|                                                                      |                 |       |                       |                                                                                              |
| 7 januari Vriendschappelijk № 267 «onderlinge duels» 20:00 uur (UTC) | Portugal        | 1 – 1 | Griekenland           | Estádio Municipal, Portalegre Toeschouwers: 5.000 Scheidsrechter: Emilio Guruceta Muro (ESP) |
| 7 januari Vriendschappelijk № 267 «onderlinge duels» 20:00 uur (UTC) | José Coelho 27' |       | 90' Kostas Batsinilas | Estádio Municipal, Portalegre Toeschouwers: 5.000 Scheidsrechter: Emilio Guruceta Muro (ESP) |

|                                                                       |                    |       |        |                                                                                  |
| 4 februari Vriendschappelijk № 268 «onderlinge duels» 20:00 uur (UTC) | Portugal           | 1 – 0 | België | Estádio 1º de Maio, Braga Toeschouwers: 9.000 Scheidsrechter: Joël Quiniou (FRA) |
| 4 februari Vriendschappelijk № 268 «onderlinge duels» 20:00 uur (UTC) | António Frasco 45' |       |        | Estádio 1º de Maio, Braga Toeschouwers: 9.000 Scheidsrechter: Joël Quiniou (FRA) |

|                                                                           |          |                          |        |                                                                                    |
| 14 februari EK 1988 kwalificatie № 269 «onderlinge duels» 15:30 uur (UTC) | Portugal | 0 – 1                    | Italië | Estádio Nacional, Oeiras Toeschouwers: 14.195 Scheidsrechter: Michel Vautrot (FRA) |
| 14 februari EK 1988 kwalificatie № 269 «onderlinge duels» 15:30 uur (UTC) |          | 40' Alessandro Altobelli |        | Estádio Nacional, Oeiras Toeschouwers: 14.195 Scheidsrechter: Michel Vautrot (FRA) |

|                                                                      |                                            |       |                                             |                                                                                         |
| 29 maart EK 1988 kwalificatie № 270 «onderlinge duels» 16:00 (UTC+1) | Portugal                                   | 2 – 2 | Malta                                       | Estádio dos Barreiros, Funchal Toeschouwers: 12.000 Scheidsrechter: John Kinsella (IRL) |
| 29 maart EK 1988 kwalificatie № 270 «onderlinge duels» 16:00 (UTC+1) | Jorge Plácido 12' Jorge Plácido 76' (pen.) |       | 23' (pen.) Dennis Mizzi 66' Carmel Busuttil | Estádio dos Barreiros, Funchal Toeschouwers: 12.000 Scheidsrechter: John Kinsella (IRL) |

|                                                                              |        |                    |          |                                                                                  |
| 23 september EK 1988 kwalificatie № 271 «onderlinge duels» 19:00 uur (UTC+2) | Zweden | 0 – 1              | Portugal | Råsundastadion, Solna Toeschouwers: 28.916 Scheidsrechter: Valeriy Butenko (URS) |
| 23 september EK 1988 kwalificatie № 271 «onderlinge duels» 19:00 uur (UTC+2) |        | 34' Fernando Gomes |          | Råsundastadion, Solna Toeschouwers: 28.916 Scheidsrechter: Valeriy Butenko (URS) |

|                                                                           |          |       |             |                                                                                 |
| 11 november EK 1988 kwalificatie № 272 «onderlinge duels» 21:00 uur (UTC) | Portugal | 0 – 0 | Zwitserland | Estádio das Antas, Porto Toeschouwers: 3.632 Scheidsrechter: Lajos Németh (HUN) |
| 11 november EK 1988 kwalificatie № 272 «onderlinge duels» 21:00 uur (UTC) |          |       |             | Estádio das Antas, Porto Toeschouwers: 3.632 Scheidsrechter: Lajos Németh (HUN) |

|                                                                            |                                                                |       |          |                                                                        |
| 5 december EK 1988 kwalificatie № 273 «onderlinge duels» 14:30 uur (UTC+1) | Italië                                                         | 3 – 0 | Portugal | San Siro, Milaan Toeschouwers: 13.524 Scheidsrechter: Jan Keizer (NED) |
| 5 december EK 1988 kwalificatie № 273 «onderlinge duels» 14:30 uur (UTC+1) | Gianluca Vialli 8' Giuseppe Giannini 87' Luigi De Agostini 89' |       |          | San Siro, Milaan Toeschouwers: 13.524 Scheidsrechter: Jan Keizer (NED) |

|                                                                         |       |                    |          |                                                                                       |
| 20 december EK 1988 kwalificatie № 274 «onderlinge duels» 15:15 (UTC+1) | Malta | 0 – 1              | Portugal | Ta' Qalistadion, Ta' Qali Toeschouwers: 5.651 Scheidsrechter: Hubert Forstinger (AUT) |
| 20 december EK 1988 kwalificatie № 274 «onderlinge duels» 15:15 (UTC+1) |       | 46' Frederico Rosa |          | Ta' Qalistadion, Ta' Qali Toeschouwers: 5.651 Scheidsrechter: Hubert Forstinger (AUT) |

### 1988
|                                                                         |        |       |          |                                                                         |
| 12 oktober Vriendschappelijk № 275 «onderlinge duels» 19:30 uur (UTC+1) | Zweden | 0 – 0 | Portugal | Ullevi, Göteborg Toeschouwers: 10.092 Scheidsrechter: Egil Nervik (NOR) |
| 12 oktober Vriendschappelijk № 275 «onderlinge duels» 19:30 uur (UTC+1) |        |       |          | Ullevi, Göteborg Toeschouwers: 10.092 Scheidsrechter: Egil Nervik (NOR) |

|                                                                       |                    |       |           |                                                                                      |
| 16 november WK 1990 kwalificatie № 276 «onderlinge duels» 21:30 (UTC) | Portugal           | 1 – 0 | Luxemburg | Estádio do Bessa, Porto Toeschouwers: 29.000 Scheidsrechter: Michael Caulfield (IRL) |
| 16 november WK 1990 kwalificatie № 276 «onderlinge duels» 21:30 (UTC) | Fernando Gomes 31' |       |           | Estádio do Bessa, Porto Toeschouwers: 29.000 Scheidsrechter: Michael Caulfield (IRL) |

### 1989
|                                                                         |                       |       |                                    |                                                                                                |
| 25 januari Vriendschappelijk № 277 «onderlinge duels» 15:00 uur (UTC+2) | Griekenland           | 1 – 2 | Portugal                           | Olympisch Stadion Spyridon Louis, Athene Toeschouwers: 834 Scheidsrechter: Tullio Lanese (ITA) |
| 25 januari Vriendschappelijk № 277 «onderlinge duels» 15:00 uur (UTC+2) | Stefanos Borbokis 63' |       | 6' Adelino Nunes 65' Vítor Paneira | Olympisch Stadion Spyridon Louis, Athene Toeschouwers: 834 Scheidsrechter: Tullio Lanese (ITA) |

|                                                                           |                   |       |                         |                                                                                   |
| 15 februari WK 1990 kwalificatie № 278 «onderlinge duels» 21:30 uur (UTC) | Portugal          | 1 – 1 | België                  | Estádio da Luz, Lissabon Toeschouwers: 43.501 Scheidsrechter: Gérard Biguet (FRA) |
| 15 februari WK 1990 kwalificatie № 278 «onderlinge duels» 21:30 uur (UTC) | Vítor Paneira 52' |       | 82' Marc Van Der Linden | Estádio da Luz, Lissabon Toeschouwers: 43.501 Scheidsrechter: Gérard Biguet (FRA) |

| | |       |        |                                                                                                 |
| 29 maart Vriendschappelijk 75-jarig jubileum van de Portugese voetbalbond № 279 «onderlinge duels» 21:30 uur (UTC+1) | Portugal | 6 – 0 | Angola | Estádio José Alvalade, Lissabon Toeschouwers: 25.000 Scheidsrechter: Joaquín Ramos Marcos (ESP) |
| 29 maart Vriendschappelijk 75-jarig jubileum van de Portugese voetbalbond № 279 «onderlinge duels» 21:30 uur (UTC+1) | António Oliveira 20' Frederico Rosa 39' António André 54' Adelino Nunes 56' José Semedo 63' Frederico Rosa 87' |       |        | Estádio José Alvalade, Lissabon Toeschouwers: 25.000 Scheidsrechter: Joaquín Ramos Marcos (ESP) |

|                                                                          |                                               |       |                 |                                                                                |
| 26 april WK 1990 kwalificatie № 280 «onderlinge duels» 21:30 uur (UTC+1) | Portugal                                      | 3 – 1 | Zwitserland     | Estádio da Luz, Lissabon Toeschouwers: 18.460 Scheidsrechter: Allan Gunn (ENG) |
| 26 april WK 1990 kwalificatie № 280 «onderlinge duels» 21:30 uur (UTC+1) | João Pinto 48' Frederico Rosa 56' Paneira 69' |       | 63' Dario Zuffi | Estádio da Luz, Lissabon Toeschouwers: 18.460 Scheidsrechter: Allan Gunn (ENG) |

| |                                                                          |       |          |                                                                                            |
| 8 juni Vriendschappelijk 75-jarig jubileum van de Braziliaanse voetbalbond № 281 «onderlinge duels» 21:30 uur (UTC−3) | Brazilië                                                                 | 4 – 0 | Portugal | Maracanã, Rio de Janeiro Toeschouwers: 33.496 Scheidsrechter: Juan Daniel Cardellino (URU) |
| 8 juni Vriendschappelijk 75-jarig jubileum van de Braziliaanse voetbalbond № 281 «onderlinge duels» 21:30 uur (UTC−3) | Bebeto 26' Luís Sobrinho 31' (e.d.) Ricardo Gomes 47' Charles Santos 75' |       |          | Maracanã, Rio de Janeiro Toeschouwers: 33.496 Scheidsrechter: Juan Daniel Cardellino (URU) |

|                                                                          |          |       |          |                                                                                           |
| 31 augustus Vriendschappelijk № 282 «onderlinge duels» 21:00 uur (UTC+2) | Portugal | 0 – 0 | Roemenië | Estádio do Bonfim, Setúbal Toeschouwers: 5.000 Scheidsrechter: Joaquín Ramos Marcos (ESP) |
| 31 augustus Vriendschappelijk № 282 «onderlinge duels» 21:00 uur (UTC+2) |          |       |          | Estádio do Bonfim, Setúbal Toeschouwers: 5.000 Scheidsrechter: Joaquín Ramos Marcos (ESP) |

|                                                                             |                                                                   |       |          |                                                                                  |
| 6 september WK 1990 kwalificatie № 283 «onderlinge duels» 20:00 uur (UTC+2) | België                                                            | 3 – 0 | Portugal | Heizelstadion, Brussel Toeschouwers: 26.493 Scheidsrechter: Aleksey Spirin (MAR) |
| 6 september WK 1990 kwalificatie № 283 «onderlinge duels» 20:00 uur (UTC+2) | Jan Ceulemans 34' Marc Van Der Linden 59' Marc Van Der Linden 69' |       |          | Heizelstadion, Brussel Toeschouwers: 26.493 Scheidsrechter: Aleksey Spirin (MAR) |

|                                                                              |                        |       |                                      |                                                                                                 |
| 20 september WK 1990 kwalificatie № 284 «onderlinge duels» 20:15 uur (UTC+2) | Zwitserland            | 1 – 2 | Portugal                             | Stade de la Maladière, Neuchâtel Toeschouwers: 18.400 Scheidsrechter: Giorgos Koukoulakis (GRE) |
| 20 september WK 1990 kwalificatie № 284 «onderlinge duels» 20:15 uur (UTC+2) | Kubilay Türkyilmaz 29' |       | 74' (pen.) Paulo Futre 77' Rui Águas | Stade de la Maladière, Neuchâtel Toeschouwers: 18.400 Scheidsrechter: Giorgos Koukoulakis (GRE) |

|                                                                           |                                          |       |               |                                                                                     |
| 6 oktober WK 1990 kwalificatie № 285 «onderlinge duels» 17:00 uur (UTC+1) | Tsjecho-Slowakije                        | 2 – 1 | Portugal      | Letenský Stadion, Praag Toeschouwers: 29.809 Scheidsrechter: Aron Schmidhuber (FRG) |
| 6 oktober WK 1990 kwalificatie № 285 «onderlinge duels» 17:00 uur (UTC+1) | Michal Bílek 11' (pen.) Michal Bílek 83' |       | 74' Rui Águas | Letenský Stadion, Praag Toeschouwers: 29.809 Scheidsrechter: Aron Schmidhuber (FRG) |

|                                                                        |           |                                            |          |                                                                                         |
| 11 oktober WK 1990 kwalificatie № 286 «onderlinge duels» 20:30 (UTC+1) | Luxemburg | 0 – 3                                      | Portugal | Ludwigspark Stadion, Saarbrücken Toeschouwers: 1.800 Scheidsrechter: John Purcell (IRL) |
| 11 oktober WK 1990 kwalificatie № 286 «onderlinge duels» 20:30 (UTC+1) |           | 43' Rui Águas 53' Rui Águas 72' Rui Barros |          | Ludwigspark Stadion, Saarbrücken Toeschouwers: 1.800 Scheidsrechter: John Purcell (IRL) |

|                                                                           |          |       |                   |                                                                                |
| 15 november WK 1990 kwalificatie № 287 «onderlinge duels» 21:00 uur (UTC) | Portugal | 0 – 0 | Tsjecho-Slowakije | Estádio da Luz, Lissabon Toeschouwers: 40.000 Scheidsrechter: David Syme (SCO) |
| 15 november WK 1990 kwalificatie № 287 «onderlinge duels» 21:00 uur (UTC) |          |       |                   | Estádio da Luz, Lissabon Toeschouwers: 40.000 Scheidsrechter: David Syme (SCO) |

CONMEBOL: Bolivia · Chili  · Colombia · Ecuador · Uruguay

UEFA: Albanië · België · Bulgarije · Cyprus · Denemarken · West-Duitsland · Duitse Democratische Republiek · Engeland · Faeröer · Finland · Frankrijk · Griekenland · Hongarije · IJsland · Ierland · Israël · Italië · Joegoslavië ·  Liechtenstein · Luxemburg · Malta · Nederland · Noord-Ierland · Noorwegen · Oostenrijk · Polen · Portugal · Roemenië · San Marino · Schotland ·  Sovjet-Unie ·  Spanje · Tsjecho-Slowakije · Turkije · Wales ·  Zweden · Zwitserland

CAF: Madagaskar

FPF · A-internationals · Selecties · Statistieken · Bondscoaches · Portugees vrouwenelftal · Olympisch elftal · Portugal U21 · Portugal U20 · Portugal U19 · Portugal U18 · Portugal U17 · Vrouwen U17
1921 – 1929 · 
1930 – 1939 · 
1940 – 1949 · 
1950 – 1959 · 
1960 – 1969 · 
1970 – 1979 · 
1980 – 1989 · 
1990 – 1999 · 
2000 – 2009 · 
2010 – 2019 · 
2020 – 2029
EK's: 1984 · 
1996 · 
2000 · 
2004 · 
2008 · 
2012 · 
2016 · 
2020 · 
2024
WK's: 1966 · 
1986 · 
2002 · 
2006 · 
2010 · 
2014 · 
2018 · 
2022
OS: 1928 · 
1996 · 
2004 · 
2016
1921 · 
1922 · 
1923 · 
1924 · 
1925 · 
1926 · 
1927 · 
1928 · 
1929 · 
1930 · 
1931 · 
1932 · 
1933 · 
1934 · 
1935 · 
1936 · 
1937 · 
1938 · 
1939 · 
1940 · 
1942 · 
1943 · 1944 · 
1945 · 
1946 · 
1947 · 
1948 · 
1949 ·
1950 · 
1951 · 
1952 · 
1953 · 
1954 · 
1955 · 
1956 · 
1957 · 
1958 · 
1959 ·
1960 · 
1961 · 
1962 ·
1963 ·
1964 · 
1965 · 
1966 · 
1967 · 
1968 · 
1969 ·
1970 · 
1971 · 
1972 · 
1973 · 
1974 · 
1975 · 
1976 · 
1977 · 
1978 · 
1979 ·
1980 · 
1981 · 
1982 · 
1983 · 
1984 · 
1985 · 
1986 · 
1987 · 
1988 · 
1989 · 
1990 · 
1991 ·
1992 · 
1993 · 
1994 · 
1995 · 
1996 · 
1997 · 
1998 · 
1999 · 
2000 · 
2001 · 
2002 · 
2003 · 
2004 · 
2005 · 
2006 · 
2007 · 
2008 · 
2009 · 
2010 · 
2011 · 
2012 · 
2013 ·
2014 ·
2015 ·
2016 ·
2017 ·
2018 ·
2019 ·
2020 ·
2021 ·
2022
Albanië ·
Algerije ·
Andorra ·
Angola ·
Argentinië ·
Armenië ·
Azerbeidzjan ·
België ·
Bolivia ·
Bosnië-Herzegovina ·
Brazilië ·
Bulgarije ·
Canada ·
Chili ·
China ·
Cyprus ·
DDR ·
Denemarken ·
Duitsland ·
Ecuador ·
Egypte ·
Engeland ·
Estland ·
Faeröer ·
Finland ·
Frankrijk ·
Gabon ·
Georgië ·
Ghana ·
Gibraltar ·
Griekenland ·
Hongarije ·
Ierland ·
IJsland ·
Iran ·
Israël ·
Italië ·
Ivoorkust ·
Joegoslavië ·
Kaapverdië ·
Kameroen ·
Kazachstan ·
Koeweit ·
Kroatië ·
Letland ·
Liechtenstein ·
Litouwen ·
Luxemburg ·
Malta ·
Marokko ·
Mexico ·
Moldavië ·
Mozambique ·
Nederland ·
Nieuw-Zeeland ·
Nigeria ·
Noord-Ierland ·
Noord-Korea ·
Noord-Macedonië ·
Noorwegen ·
Oekraïne ·
Oostenrijk ·
Panama ·
Paraguay ·
Polen ·
Qatar ·
Roemenië ·
Rusland ·
Saoedi-Arabië ·
Schotland ·
Servië ·
Slovenië ·
Slowakije ·
Sovjet-Unie ·
Spanje ·
Tsjechië ·
Tsjecho-Slowakije ·
Tunesië ·
Turkije ·
Uruguay ·
Verenigde Staten ·
Wales ·
Zuid-Afrika ·
Zuid-Korea ·
Zweden ·
Zwitserland
Angola (2006) ·
België (2021) ·
Brazilië (2010) · 
Denemarken (2012) ·
Duitsland (2006) ·
Duitsland (2008) ·
Duitsland (2012) ·
Duitsland (2014) ·
Duitsland (2021) ·
Engeland (2000) ·
Engeland (2006) ·
Frankrijk (2006) ·
Frankrijk (2016) ·
Frankrijk (2021)  ·
Ghana (2014) ·
Griekenland (2004, 2) · 
Hongarije (2021) · 
IJsland (2016) · 
Iran (2006) ·
Iran (2018) ·
Marokko (2018) ·
Marokko (2022) ·
Mexico (2006) ·
Nederland (2006) ·
Nederland (2012) ·
Oostenrijk (2016) · 
Spanje (2012) · 
Spanje (2018) ·
Tsjechië (2008) ·
Tsjechië (2012) · 
Turkije (2008) ·
Verenigde Staten (2014) ·
Uruguay (2018) ·
Zuid-Korea (2022) · 
Zwitserland (2008) · 
Zwitserland (2022)